# پادشاهی ۲: دوردست
پادشاهی ۲: دوردست (ژاپنی: キングダム۲ 遥かなる大地へ هپبورن: Kingudamu 2 Harukanaru Daichi e) یا کینگدام ۲: دوردست یک فیلم تاریخی جنگی محصول سال ۲۰۲۲ ژاپن به کارگردانی شینسوکه ساتو است. این فیلم، اقتباسی از مجموعه مانگایی با همین نام اثر یاسوهیسا هارا و دنبالهٔ فیلم پادشاهی (۲۰۱۹) است. در این فیلم کنتو یامازاکی، ریو یوشیزاوا و کانا هاشیموتو ایفای نقش کردند. تا پایان سال ۲۰۲۲، پادشاهی ۲: دوردست ¥۵٫۱۶ میلیارد (معادل ۴۷٬۰۱۵٬۹۴۵ دلار آمریکا) فروخت و تبدیل به پرفروش‌ترین فیلم لایو اکشن ژاپنی در آن سال شد.